# 札幌市立白石小学校

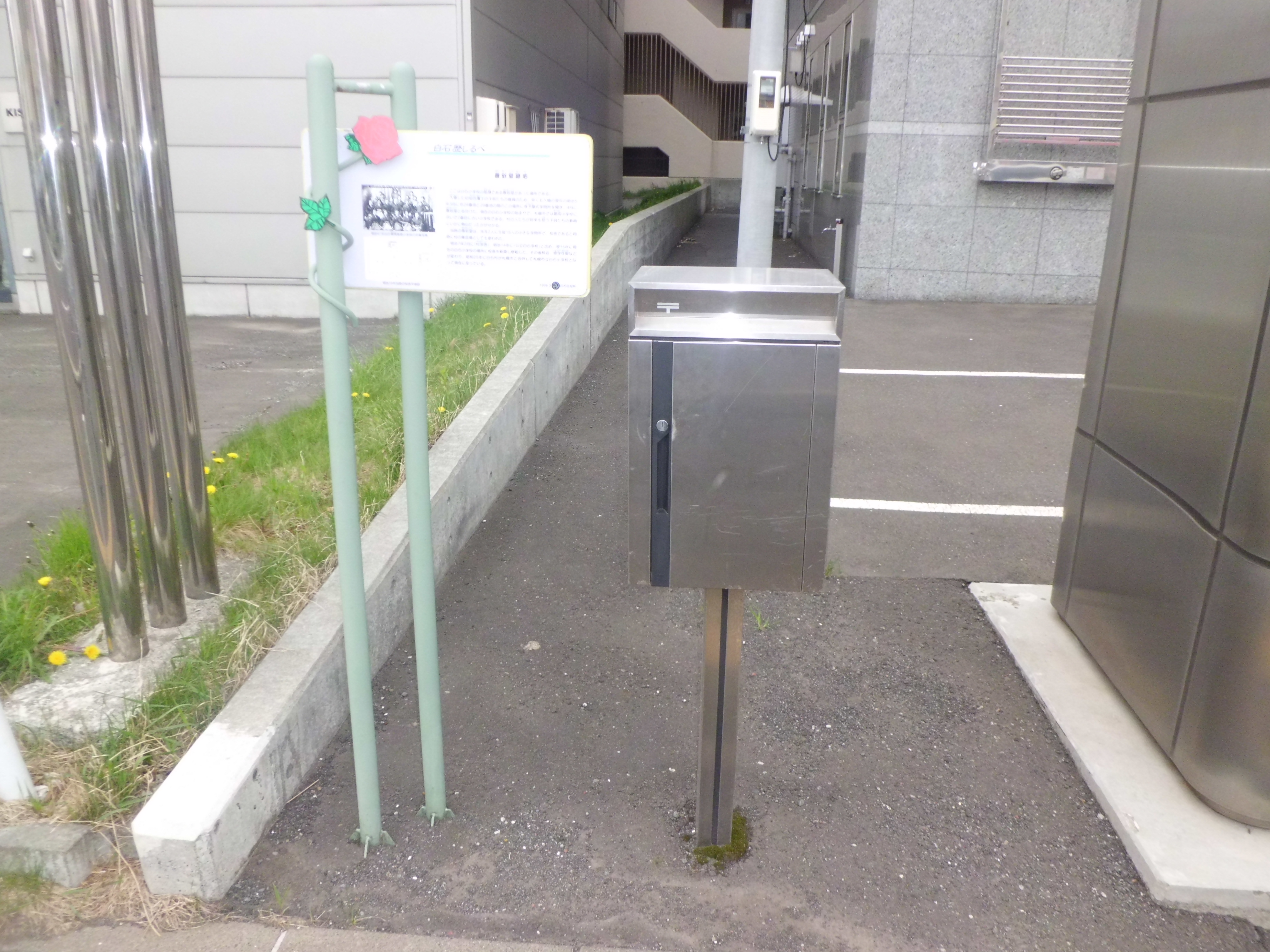
善俗堂跡

札幌市立白石小学校（さっぽろしりつ しろいししょうがっこう）は､北海道札幌市白石区本通にある公立の小学校｡1872年に開校し、札幌市内に現存するものとしては最も古い歴史をもつ学校である。

## 概要

### 教育目標
強く 正しく 素直にのびる白石の子ども
- 強い子 - 心身ともに健康で 意思の強い子ども
- 考える子 - 進んで学び 創意工夫する子ども
- 明るい子 - 明るく 情操豊かな子ども
- 助け合う子 - すなおで 協力し合う子ども
- 礼儀正しい子 - やさしくて 礼儀正しい子ども

### 校歌
作詞：古瀬秀男、作曲：千葉日出城

## 沿革
- 1872年（明治5年）
  - 3月[注釈 2] - 白石村59番地と61番地との間[1][注釈 3]（現・札幌市白石区本通3丁目南）[2]に会議所を兼ねた村学舎を設置[3]。
  - 4月[注釈 4] - 村学舎を善俗堂と称する[3]。
- 1874年（明治7年） - 白石村6番地と8番地との間[注釈 5]（現・札幌市白石区中央2条3丁目）[2]に校舎を移転、村学舎と称する[1] 。
- 1881年（明治14年）4月15日 - 公立白石学校と改称、この日を開校記念日とする[4]。
- 1882年（明治15年）4月 - 白石村48番地（現・札幌市白石区本通1丁目北）に校舎を新築[5][注釈 6]。
- 1887年（明治20年）4月 - 白石簡易小学校（修業年限3年）を設置、公立白石学校は廃止となる[6]。
- 1889年（明治22年）10月 - 補習科（修業年限1年）を設置[7]。
- 1890年（明治23年）4月 - 公立白石小学校と改称[8][注釈 7]。
- 1896年（明治29年）4月 - 公立白石尋常小学校と改称（修業年限4年）[9]。
- 1898年（明治31年）4月 - 補習科（修業年限2年）を設置[10]。
- 1900年（明治33年）6月 - 上白石尋常小学校（現・札幌市立上白石小学校）開校[11]、生徒18名移る[12]。
- 1901年（明治34年）4月 - 公立白石尋常高等小学校と改称（尋常科4年、高等科2年）[6]。
- 1902年（明治35年）4月 - 高等科を修業年限3年とする[6]。
- 1906年（明治39年）4月 - 高等科を修業年限4年とする[13]。
- 1908年（明治41年）4月 - 小学校令改正、尋常科6年、高等科2年とする[14]。
- 1912年（明治45年）6月 - 旧校章を制定[15]。
- 1922年（大正11年）4月 - 開校50周年を祝う[16]。
- 1926年（大正15年）7月 - 白石青年訓練所を併置[17]。
- 1932年（昭和7年）4月 - 白石青年国民学校を併置（7月開校）[17]。
- 1934年（昭和9年）6月 - 2階建ての校舎と体育館を新築[18]。
- 1935年（昭和10年） - 青年学校令施行、白石青年訓練所を白石村立青年学校に改称（白石青年国民学校を廃止）[19]。
- 1941年（昭和16年）4月 - 国民学校令施行、公立白石国民学校と改称[20]。
- 1942年（昭和17年） - 開校70周年を祝う[21]。
- 1947年（昭和22年）4月 - 学校教育法施行、公立白石小学校と改称[22]。
- 1948年（昭和23年）4月 - 父母と先生の会（PTA）創立[23]。
- 1950年（昭和25年）7月 - 白石村と札幌市の合併に伴い、札幌市立白石小学校と改称[24]。
- 1951年（昭和26年）
  - 10月 - 完全給食が実施される[25]。
  - 12月 - 札幌市立東園小学校へ児童57名移る[26]。
- 1952年（昭和27年）11月 - 開校80周年を祝い、校歌を制定、校章・校旗を新しくする[27]。
- 1958年（昭和33年）10月 - 札幌市立本郷小学校へ児童326名移る[28]。
- 1959年（昭和34年）9月 - 札幌市立本郷小学校へ児童549名移る[29]。
- 1961年（昭和36年） - 開校90年記念研究大会を行い、記念誌「しろいし」を発行する[30]。
- 1962年（昭和37年）10月 - 開校90周年を祝う[31]。
- 1963年（昭和38年）1月 - 札幌市立南郷小学校へ児童295名移る[32]。
- 1964年（昭和39年）
  - 1月 - 札幌市立本通小学校へ児童288名移る[33]。
  - 7月 - プールができる[34]。
- 1965年（昭和40年）1月 - 札幌市立東札幌小学校へ児童50名移る[33]。
- 1966年（昭和41年）1月 - 札幌市立北郷小学校へ児童644名移る[33]。
- 1969年（昭和44年）12月 - スケートリンクを開設[35]。
- 1970年（昭和45年）6月 - 特殊学級と家庭教育学級を開級。
- 1972年（昭和47年）12月 - 札幌市立西白石小学校へ児童474名移る。
- 1973年（昭和48年）10月 - 現在の校舎を新築する。開校100周年を祝う
- 1974年（昭和49年）2月 - 開校100周年を記念し、教育実践発表会を行う。
- 1976年（昭和51年）2月 - 道精連研究大会会場校となり、授業を公開する。
- 1977年（昭和52年）8月 - 宮城県白石市立第一小学校と交歓会を行う。
- 1978年（昭和53年）5月 - 江差町立江差小学校と交歓会を行う。
- 1981年（昭和56年）10月 - 全道社会科教育研究大会会場校となる
- 1982年（昭和57年）
  - 7月 - 開校110周年を記念し、教育実践発表会を行う。
  - 11月 - 開校110周年を祝う。
- 1985年（昭和60年） - 特別支援学級を「たけのこ学級」と命名
- 1988年（昭和63年）12月 - 体育館が新築される
- 1991年（平成3年）
  - 1月 - グランドのスケートリンク造成20年間の幕を閉じる。
  - 11月 - ソニー教育実践「優良校」を受賞する
- 1992年（平成4年）
  - 4月 - 宇宙のトマトを栽培する。
  - 7月 - 開校120周年を記念し、モニュメント「飛翔」を設置。
  - 8月 - 開校120周年記念誌を刊行する。
  - 11月 - ソニー教育実践「優秀校」を受賞する
- 1993年（平成5年）9月 - 第40回北海道小学校理科教育研究大会会場校となる
- 1994年（平成6年）
  - 6月 - 現在のプールが新築される。
  - 11月 - 温室（ガラス製）が校舎西側に新しく設置される。
- 1995年（平成7年）9月 - 第23回札幌市社会科教育連盟研究大会会場校となる。
- 1999年（平成11年）3月 - 全校児童参加の卒業式に切り換える。
- 2000年（平成12年）
  - 7月 - 校舎大規模改造工事始まる。
  - 11月 - 多目的室、事務室、教育相談室、コンピュータ室、図書室、階段室完成
- 2002年（平成14年）
  - 5月 - 北海道新聞社から千本桜運動の一環として、エゾヤマザクラの苗木7本贈られる。
  - 11月 - 開校130周年記念式典及び祝賀会が行われる
- 2003年（平成15年）
  - 7月 - 沖縄県具志川小とパソコン・TVシステム授業を行う。
  - 8月 - 北海道日本ハムファイターズ選手2名との交流
- 2004年（平成16年）9月 - 白石の森が台風18号の被害（アカマツなどが倒木）

## 行事
- 4月 - 1学期始業式、着任式、入学式、1年生を迎える会
- 5月 - 運動会
- 6月 - 遠足
- 7月 - 夏季休業
- 8月 - 2学期始業式
- 9月 - 修学旅行（6年）
- 10月 - 学習発表会
- 11月 - 滝野宿泊学習（5年）10月、6月に行われることもある。
- 12月 - ハルニレ祭り、冬季休業
- 1月 - 3学期始業式
- 2月 - ハルニレお別れ集会
- 3月 - 卒業式、修了式・離任式、春季休業

## 校区内に校区がある中学校
- 札幌市立白石中学校

## 通学区域
- 中央1条5丁目 - 中央1条7丁目
- 本通1丁目南・本通2丁目南
- 本通1丁目北 - 本通3丁目北
- 平和通1丁目南 - 平和通3丁目南
- 平和通1丁目北 - 平和通3丁目北
- 本郷通1丁目北・本郷通2丁目北

## 交通
- 北海道旅客鉄道（JR北海道）函館本線・千歳線 白石駅より徒歩12分